# Пушкинская (станция метро, Минск)
«Пу́шкинская» (бел. Пушкінская) — станция Минского метрополитена, расположена на Автозаводской линии между станциями «Спортивная» и «Молодёжная». Открыта ко Дню освобождения Минска от немецко-фашистских захватчиков, 3 июля 1995 года в составе второго участка красной линии метро «Пушкинская» — «Молодёжная». 
До 7 ноября 2005 года (то есть, в течение десяти лет) «Пушкинская» была конечной на Автозаводской линии в западном направлении. По состоянию на 2017 год, ежедневно станцией метро пользуется около 58 тысяч человек. Своё название станция метро получила от расположенного рядом проспекта Пушкина.

## Конструкция
«Пушкинская» — колонная станция мелкого заложения, трёхпролётная, с островным типом платформы и двумя рядами колонн, на которые опираются несущие перекрытие ригели в форме вытянутого полуэллипса.
За станцией находятся два оборотных тупика. 

### Оформление
Авторов, архитекторов и художников станции «Пушкинская» (над ней работали И. Есьман, И. Камышан и Е. Харькова) вдохновили пушкинские времена, и они решили, что станция должна ассоциироваться с золотым веком русской литературы.
Тогда в моде были арки и своды. Именно они и легли в основу композиционно-художественного решения «Пушкинской». Несущие перекрытие ригели опираются на два ряда колонн, по форме представляющие вытянутый полуэллипс. Перспектива зрительно усиливает кривизну этих конструкций. Аналогичное решение получили и плиты перекрытий. Их ритм подчеркивают упругие линии разделительных швов.
Свет призван подчеркивать и усиливать архитектурные формы, помогая глубине раскрытия основной темы. Лампы дневного освещения скрыты от глаз пассажиров. Светильники расположены на протяжении всей станции вверху ригелей, что помогает создать эффект легкости, особой воздушности изогнутого потолка. А световые элементы вверху колонн дают представление бального зала. Они торжественно венчают тему и являются ее заключительным аккордом.
Что касается цветовой гаммы, то потолок и большая часть стен оформлены в белом цвете, колонны частично мраморные бежевые со специфическими переливами. На станции чувствуется просторность, общая обстановка немного торжественная.

## Выходы
Станция метро «Пушкинская» выходит к двум крупным минским магистралям: улице Притыцкого и проспекту Пушкина.
Буквально в нескольких шагах от станции расположены гостиница «Орбита», кинотеатр «Аврора» и детский театр. Работают в районе и крупные торговые центры – Раковский рынок и универсам «Фрунзенский», а также Дом быта. В перспективе здесь еще появятся крупные торговые и спортивные комплексы.

## Перспективы
После ввода в эксплуатацию 4-й линии после 2026 года должна появиться станция «Тивали». Она будет иметь переход с Автозаводской линии к кольцевой линии.

## Фотогалерея

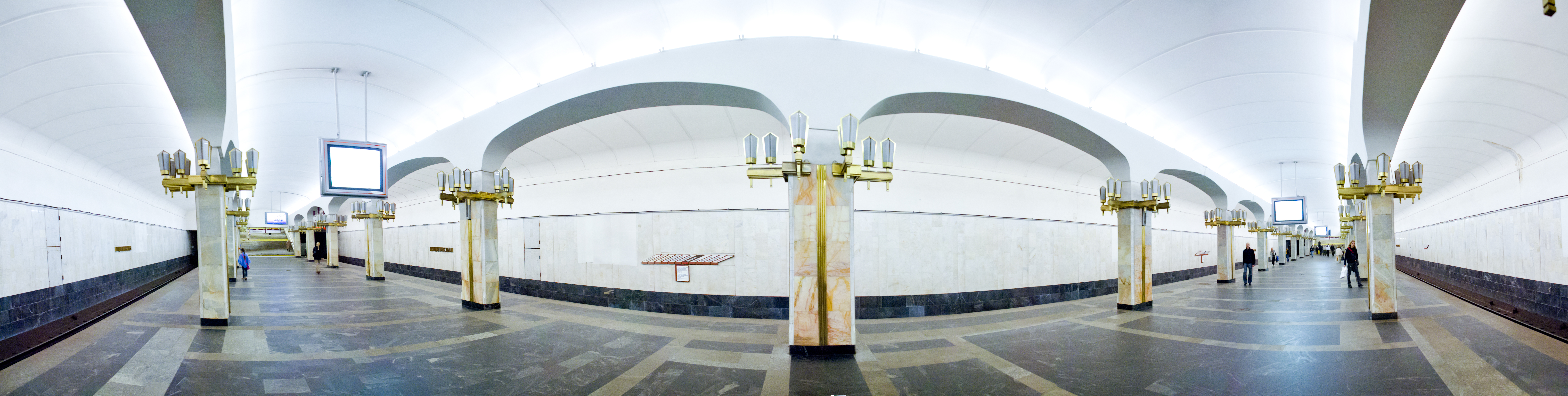
Панорама станции
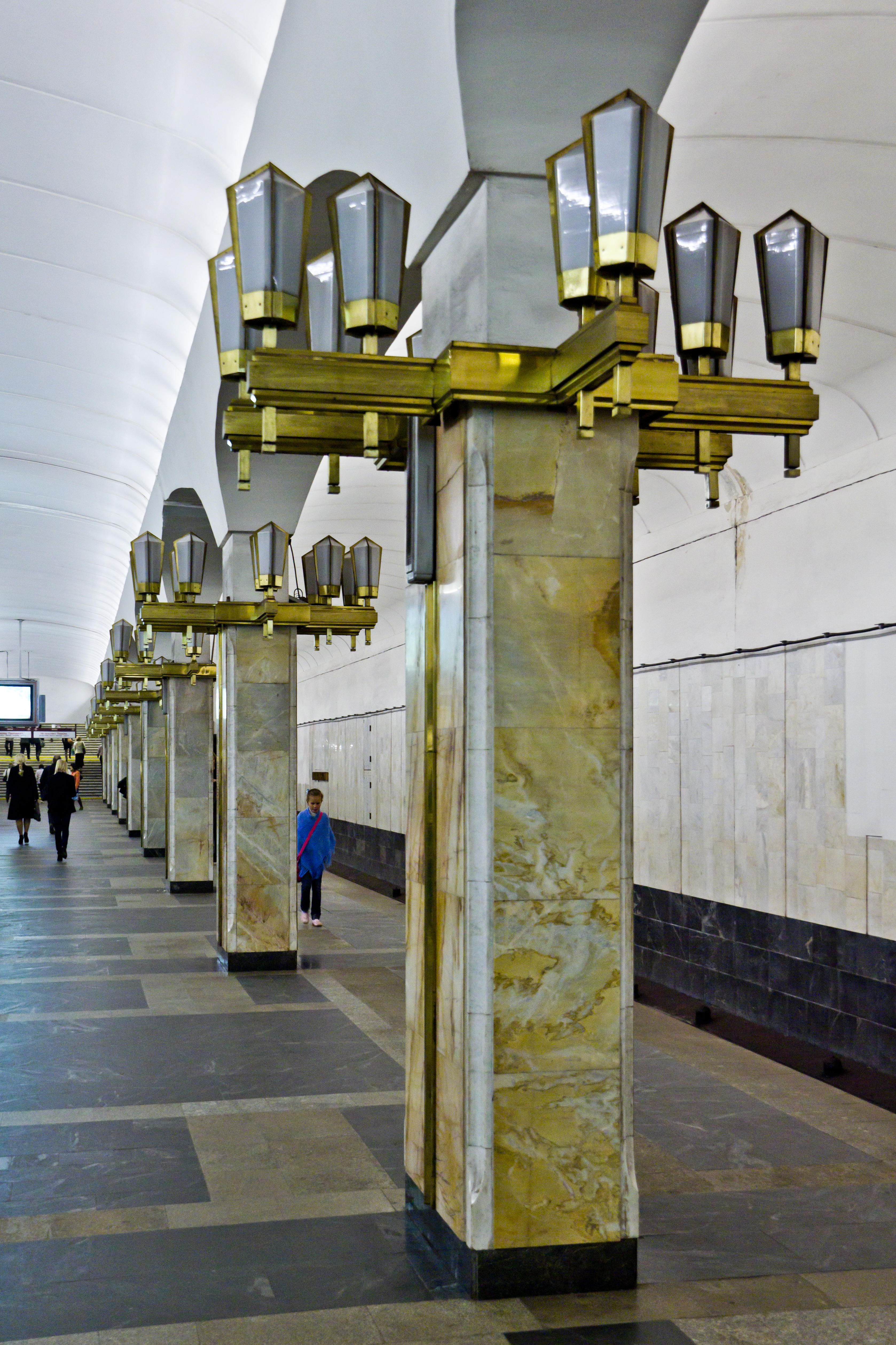
Колонны
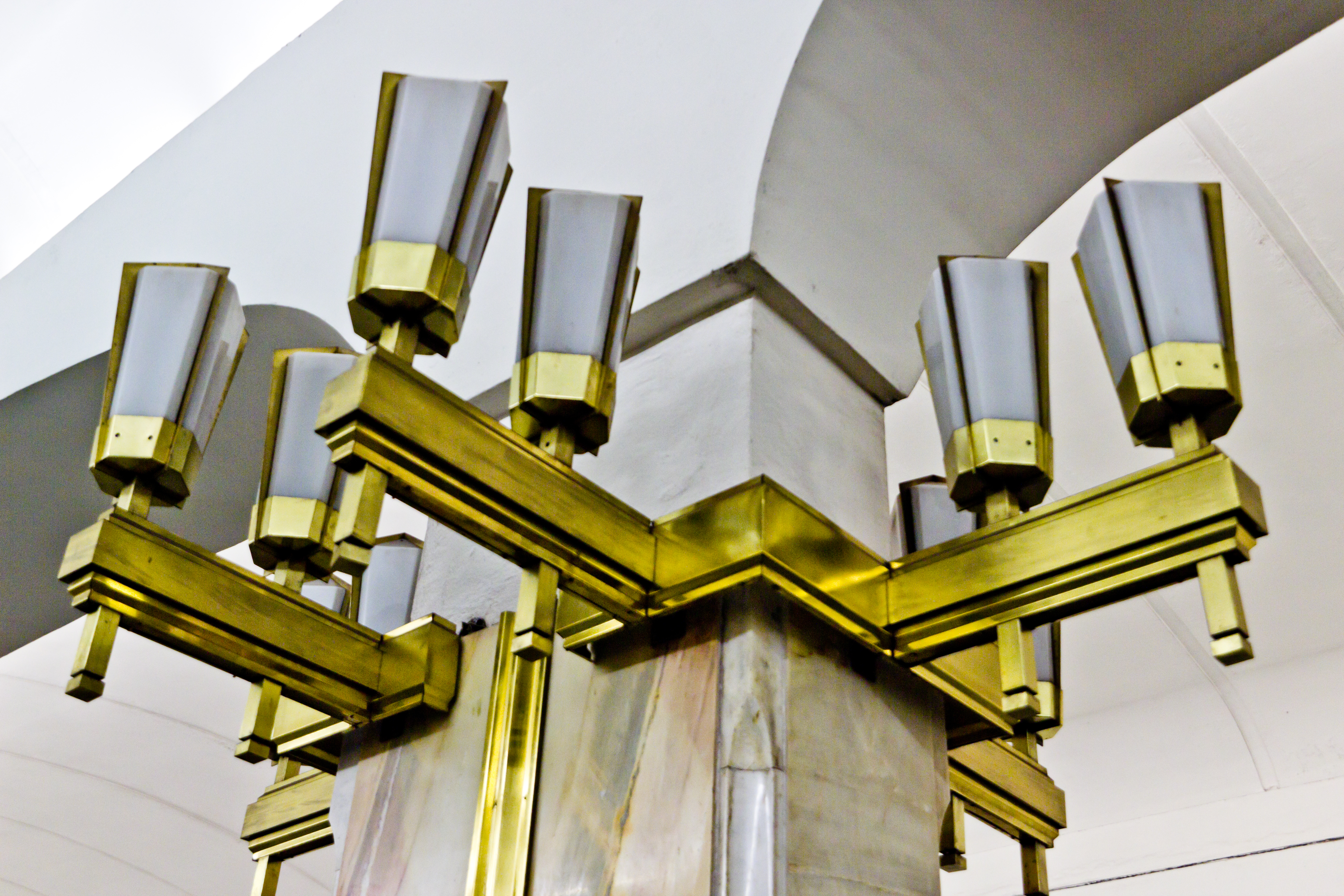
Светильники
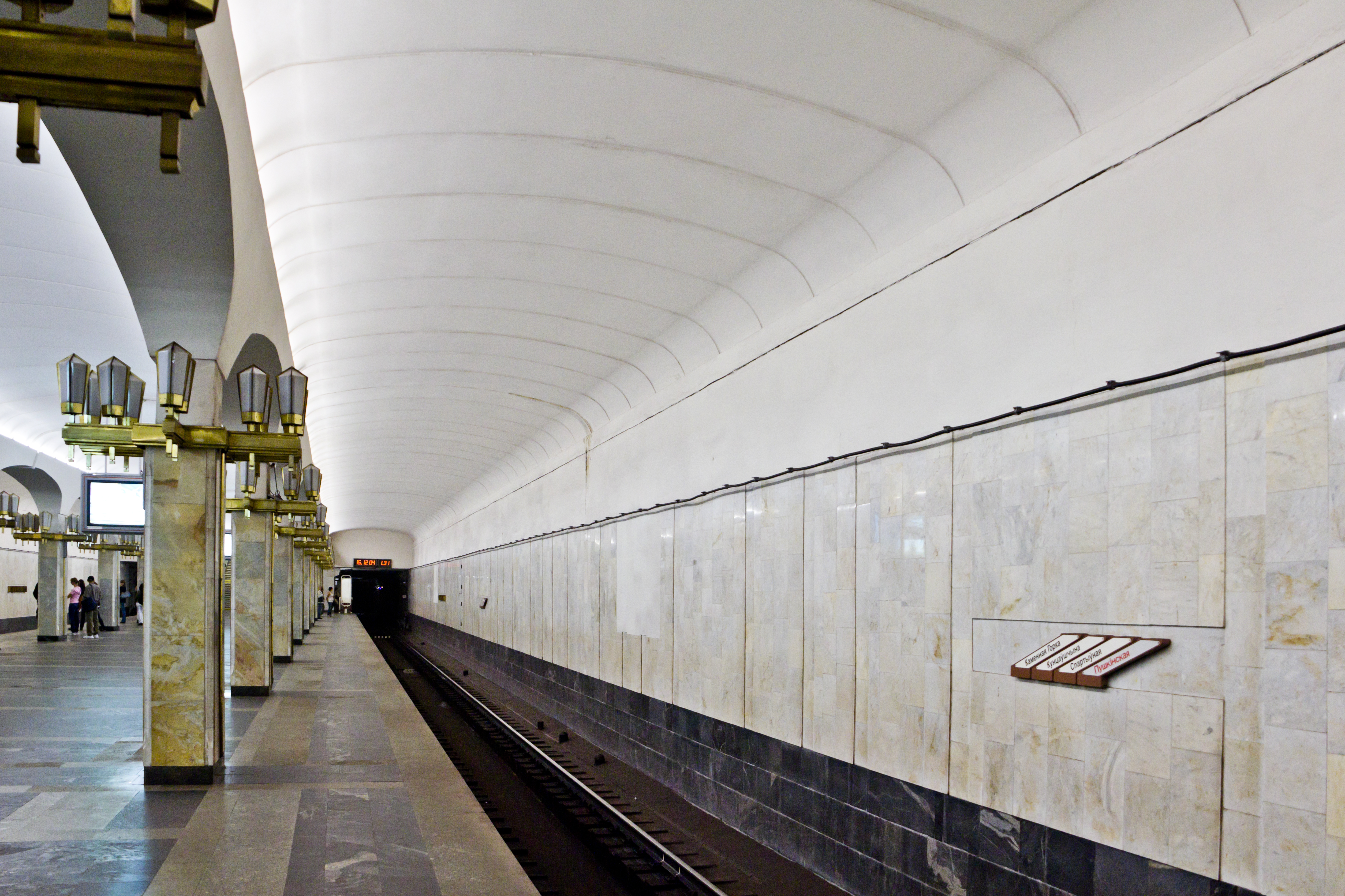
Путь в сторону «Спортивной»
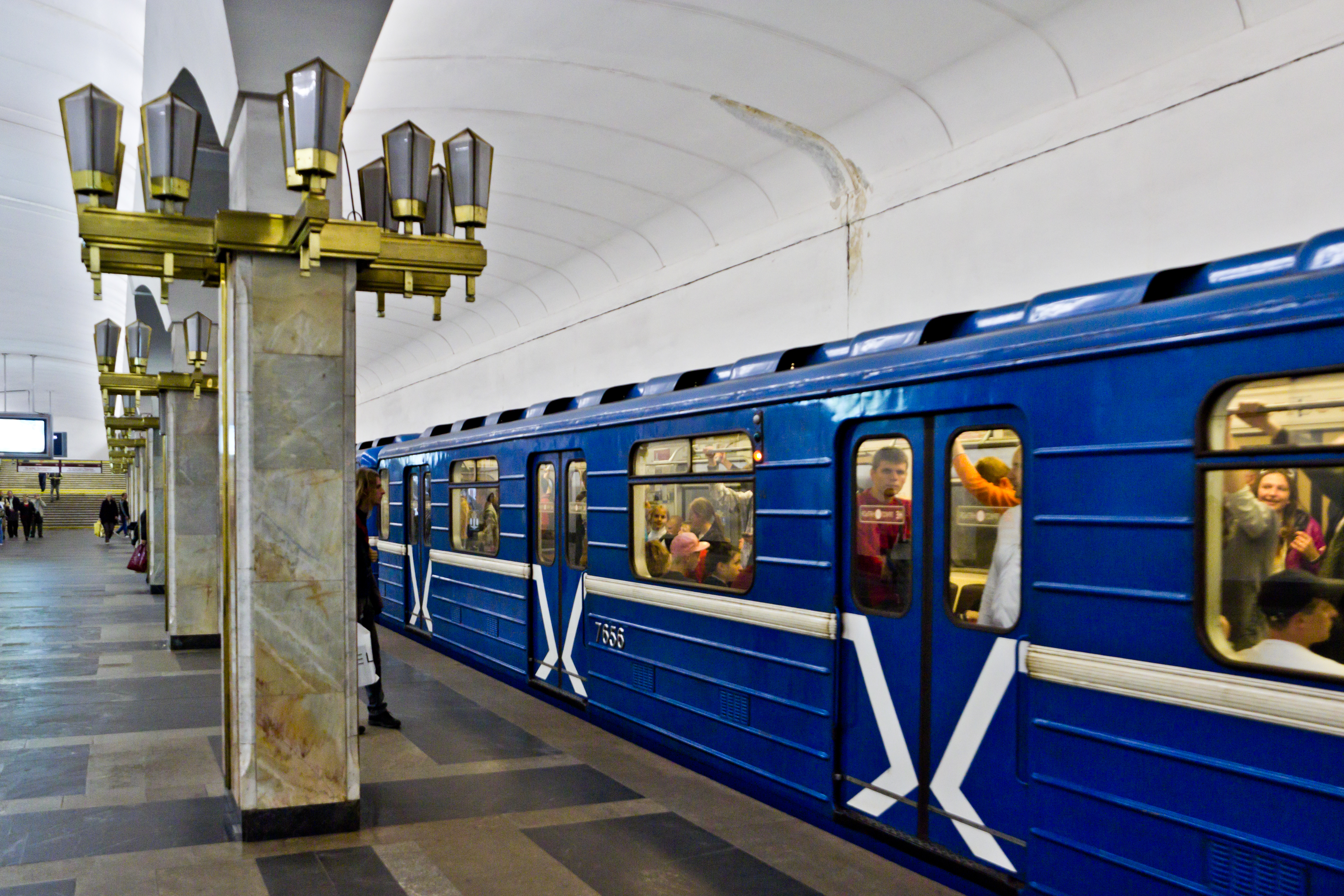
Электропоезд 81-717/714 на станции